# عثمان نوح
 عثمان نوح شاروبوتو (بالإنجليزية: Osman Nuhu Sharubutu)‏ هو مفتي عام غانا، ولد في 23 أبريل 1919م فداما القديمة في غانا.